# Corpuscule de Barr
Pour les articles homonymes, voir Barr.
Le corpuscule de Barr est un composant du noyau des cellules, présent chez les femelles de mammifères. Il a été découvert en 1948 par le Docteur Murray Barr au Canada.
Il est également appelé corps chromatinien de Barr ou chromatine sexuelle. C'est de l'hétérochromatine sexuelle appliquée contre la face interne de l'enveloppe nucléaire de la plupart des cellules somatiques chez les femelles de mammifères. Il correspond à l'un des deux chromosomes X inactivé, indifféremment d'origine maternelle ou paternelle. Cette inactivation de l'X (ou lyonisation) se déroule dans les stades précoces de l'embryogénèse (blastocyste), et le chromosome X inactivé est maintenu au cours de la division cellulaire : une cellule inactivant le chromosome X paternel puis se divisant donnera 2 cellules dans lesquelles le chromosome X paternel sera inactivé. Ainsi, toute la descendance d'une cellule portera le même chromosome X inactivé. On parle alors de mosaïcisme.

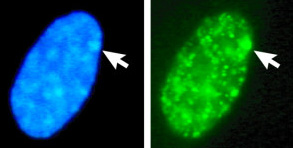

## Utilité
En général, les femelles sont homogamétiques, c'est-à-dire qu'elles possèdent deux chromosomes X, alors que les mâles sont généralement hétérogamétiques, avec un chromosome X et un chromosome Y. Il y a donc chez les femelles deux allèles pour les gènes portés par X, alors qu'il n'y en a qu'un chez le mâle, d'où un problème d'équilibre génique. Deux solutions peuvent s'observer chez les êtres vivants :
- l'expression des gènes du chromosome X du mâle est deux fois plus forte, pour compenser les deux chromosomes X femelles (c'est le cas de la drosophile par exemple) ;
- l'expression d'un des deux chromosomes X de la femelle est réprimée, pour compenser le seul chromosome X mâle (c'est le cas des mammifères).

Chez les mammifères, le processus qui consiste pendant l'embryogenèse à réprimer l'expression d'un des deux chromosomes X, en le mettant sous forme d'hétérochromatine facultative (formant le corpuscule de Barr) est appelé lyonisation, du nom de Mary F. Lyon, qui a publié pour la première fois cette hypothèse en 1961 dans la revue Nature ( Lyon MF. Gene action in the x-chromosome of the mouse. Nature 1961;190(22):372-3).
En réalité, les chromosomes X et Y partagent quelques gènes qui existent donc en deux copies actives chez le mâle, pour remédier à ceci, le chromosome X chez la femelle n'est pas entièrement désactivé, quelques gènes restent actifs au niveau des deux chromosomes chez les deux sexes. Par conséquent, le corpuscule de Barr représente la grande majorité du chromosome X ainsi désactivée mais pas son intégralité.

## Corpuscule de Barr et sport
D'une manière générale, la présence d'un corpuscule de Barr dans les cellules signe le sexe femelle, ce qui a conduit à utiliser ce test comme test de féminité pour les épreuves sportives.
Malgré les limites du test du corpuscule de Barr identifiées dès les années 1950, le Comité International Olympique décide en 1967 d'introduire ce test dans les compétitions féminines pour s'assurer que les compétitrices sont bien des femmes. Soulignons tout d'abord qu'aucun cas avéré d'homme se faisant passer pour femme dans les compétitions sportives n'a été relevé tout au long du XXe siècle mais cette inquiétude est pourtant un motif récurrent dans la politique des instances sportives internationales. Surtout, le test du corpuscule de Barr est largement problématique pour identifier les compétitrices femmes car les femmes intersexes dont la forme d'intersexuation leur donne un caryotype XY, XXY ou X0 échouent à ce test et se trouvent donc injustement exclues de la catégorie femme dans les compétitions. C'est pourquoi il a finalement été abandonné en 1992.

## Exemples d'implications

### Chez les chats

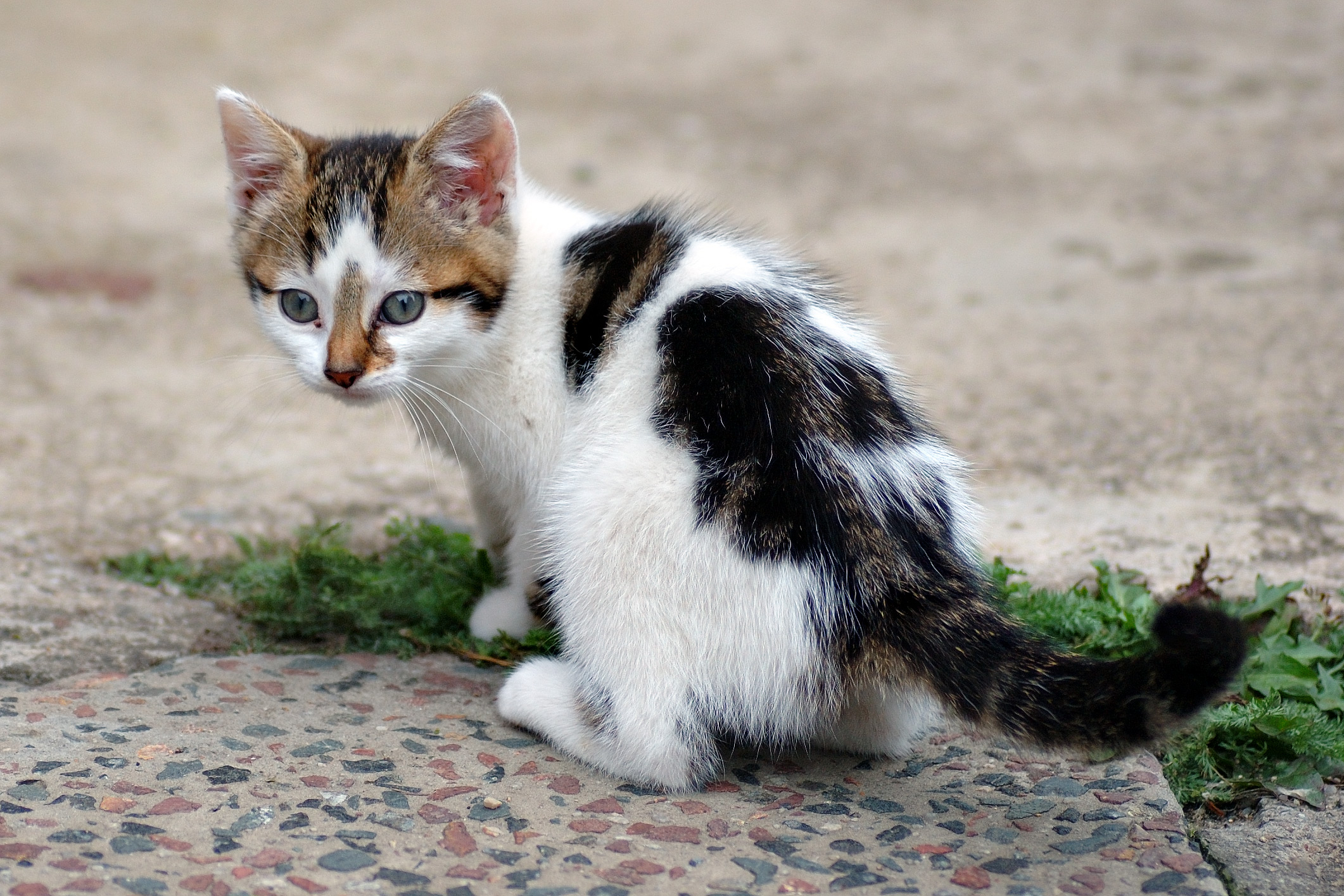
Jeune chatte tricolore.

La couleur du pelage du chat est portée sur le chromosome X. Du fait que les mâles n'ont qu'un X, ils ne peuvent porter qu'une couleur (noir ou roux), en plus du blanc (absence de couleur).
En revanche, les chattes peuvent avoir deux couleurs différentes, une sur chaque X, dont l'une ou l'autre est inactivée sous forme de corpuscule de Barr, selon la zone du corps.
C'est pourquoi les chats tricolores sont toujours des chattes.
Nota : certains chats mâles atteints du syndrome de Klinefelter et de ce fait portant 2 chromosomes X peuvent cependant être tricolores.

### Chez les humains
Le chromosome X humain porte un gène impliqué dans le développement des glandes sudoripares. La transmission d'un X porteur d'une mutation de ce gène conduit à de nombreuses anomalies du développement. Toutefois, chez les femmes hétérozygotes (ne portant la mutation que sur l'un des deux chromosomes X), l'inactivation de l'un ou l'autre des chromosomes X de façon aléatoire aboutit à des symptômes réduits. Un des symptômes est l'absence de sudation. Ces femmes ont ainsi des zones de la peau où la sudation est normale, d'autres où la sudation ne se fait pas, conduisant à une élévation locale de la température cutanée. On parle alors de "points chauds" de la femme.
Un autre symptôme de cette anomalie est une atteinte plus ou moins prononcée de la peau (les fibres de collagène peuvent être rares ou fragmentées), des phanères (les follicules pileux sont réduits) et des dents (absence des germes dentaires).